# أوغسطس قيصر رودني
أوغسطس قيصر رودني (بالإنجليزية: Caesar Augustus Rodney) (و. 1772 – 1824 م) هو سياسي، ومحام، ودبلوماسي من الولايات المتحدة الأمريكية ولد في دوفر، ديلاوير.
تولى منصب عضو مجلس الشيوخ الأمريكي، ونائب عام الولايات المتحدة .وهو عضو في الحزب الجمهوري الديمقراطي .

## التعليم
تعلم في جامعة بنسلفانيا.